# Музей Крёллер-Мюллер
Музей Крёллер-Мюллер (нидерл. Kröller-Müller Museum) — музей живописи, расположенный в национальном парке Де-Хоге-Велюве близ поселения Оттерло в Нидерландах, в провинции Гелдерланд.
Наибольшей ценностью в собраниях музея является значительная коллекция картин Винсента Ван Гога, второе по размерам собрание картин великого художника (87 полотен) после собрания живописи Музея Винсента Ван Гога в Амстердаме (около 200 картин и 400 рисунков). Помимо картин Ван Гога, в музее представлены другие значительные произведения искусства: Пита Мондриана, Жоржа-Пьера Сёра, Одилона Редона, Жоржа Брака, Поля Гогена, Лукаса Кранаха, Джемса Энсора, Хуана Гриса, Пабло Пикассо и других.
Название музею дано в честь Елены Крёллер-Мюллер (1869—1939), крупного коллекционера своего времени, одной из первых, кто оценил и признал художественную ценность произведений Ван Гога и активно занимался покупкой его работ.
В 1935 году, незадолго до смерти, она сделала свою коллекцию общественным достоянием. В 1938 году музей, спроектированный бельгийским архитектором Анри ван де Велде, открылся для посетителей.
Музей славится своим «садом скульптур», расположенным в лесопарковой зоне, на территории общей площадью более чем в 75 акров (300 000 м²), который является одним из крупнейших в Европе, с прекрасной коллекцией современного искусства. Необычная планировка сада отражает концепцию Елены Крёллер-Мюллер о симбиозе искусства, архитектуры и природы. Коллекция включает работы Огюста Родена, Генри Мура, Жана Дюбюффе, Марка Ди Суверо, Лючио Фонтана, Класа Олденбурга, Фрица Вотруба и многих других.

## Живопись

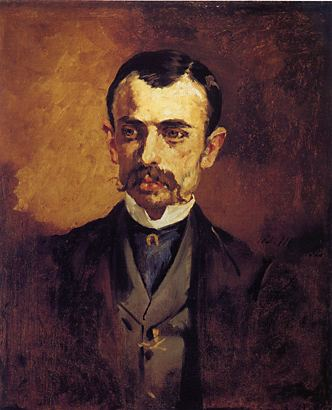
Эдуар Мане: Мужской портрет
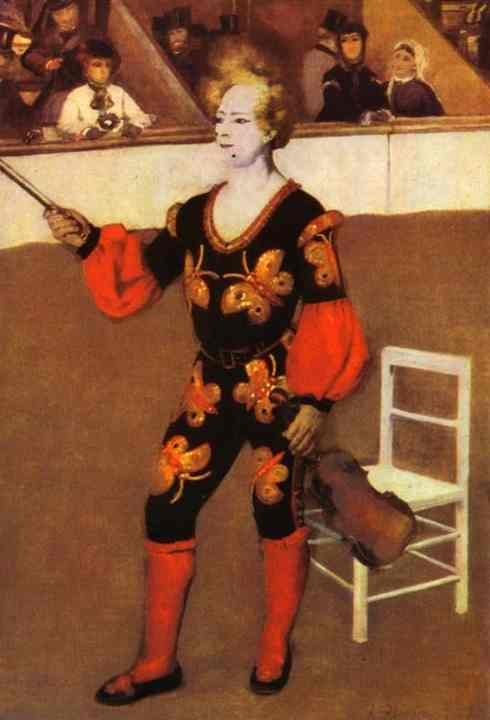
Пьер Огюст Ренуар: Клоун в цирке
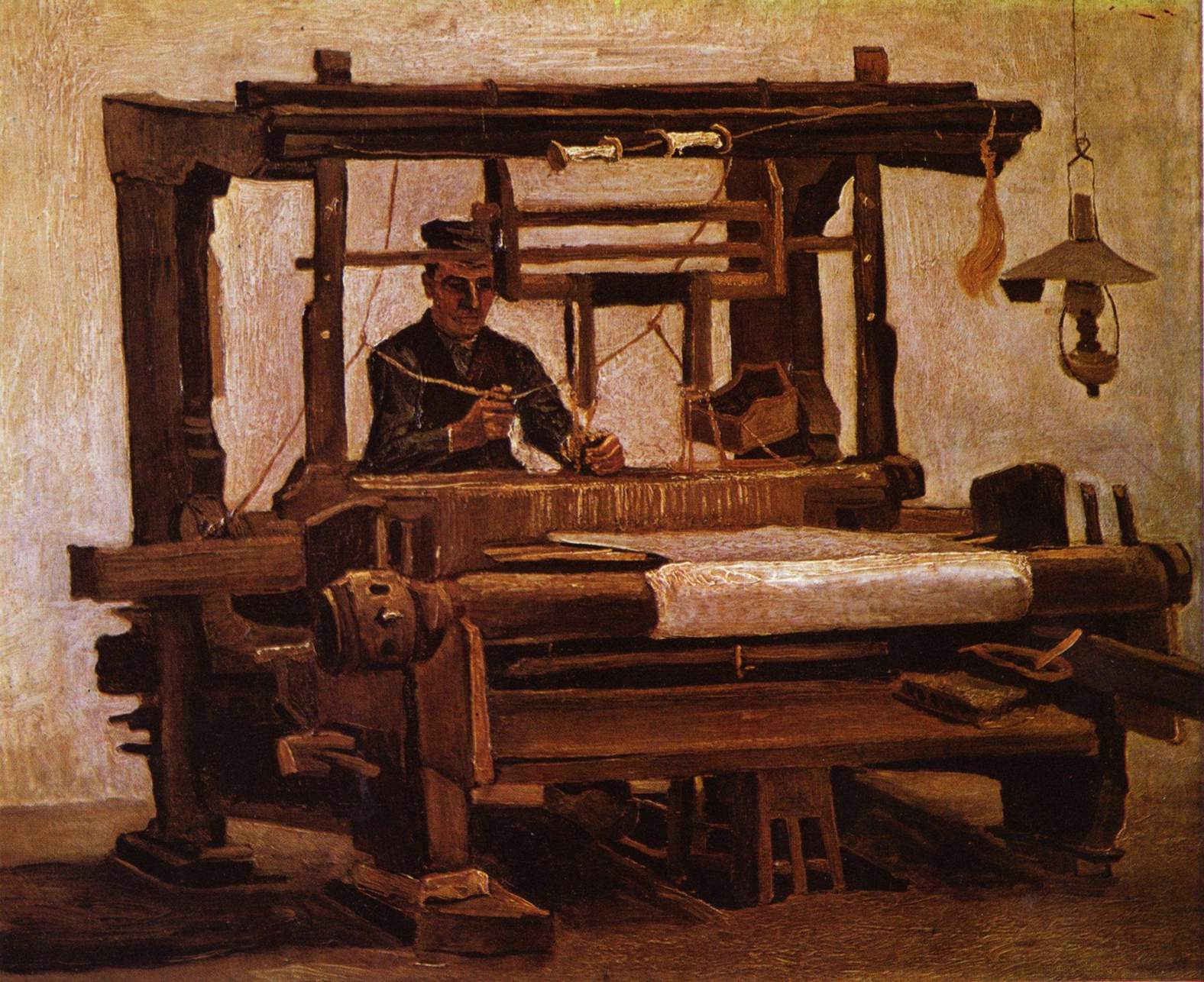
Винсент ван Гог: Ткач у станка
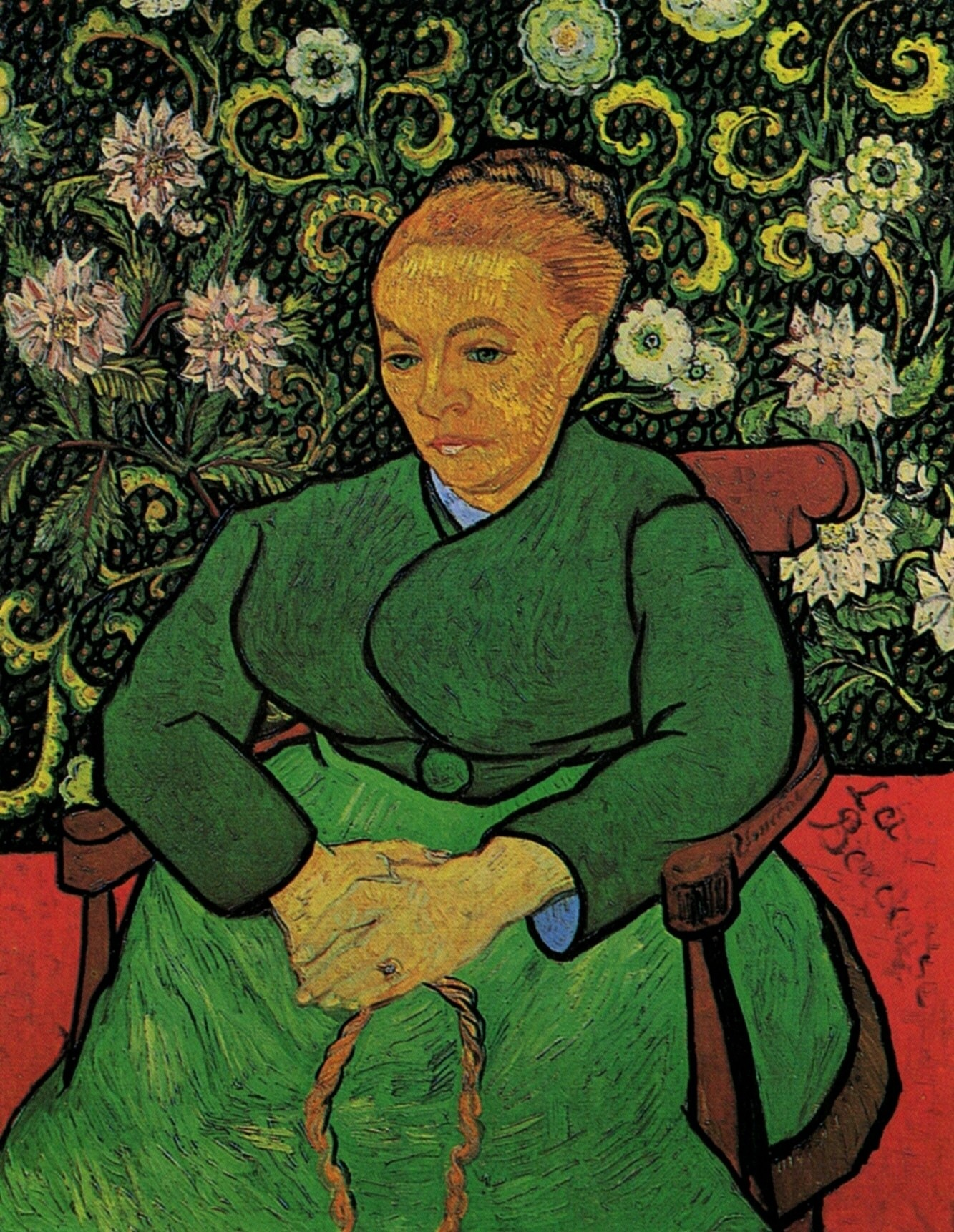
Винсент ван Гог: Няня (Августин Рулен)
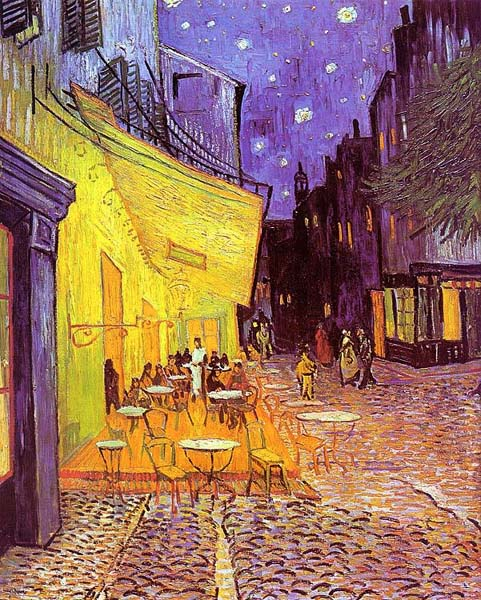
Винсент ван Гог: Ночная терраса кафе
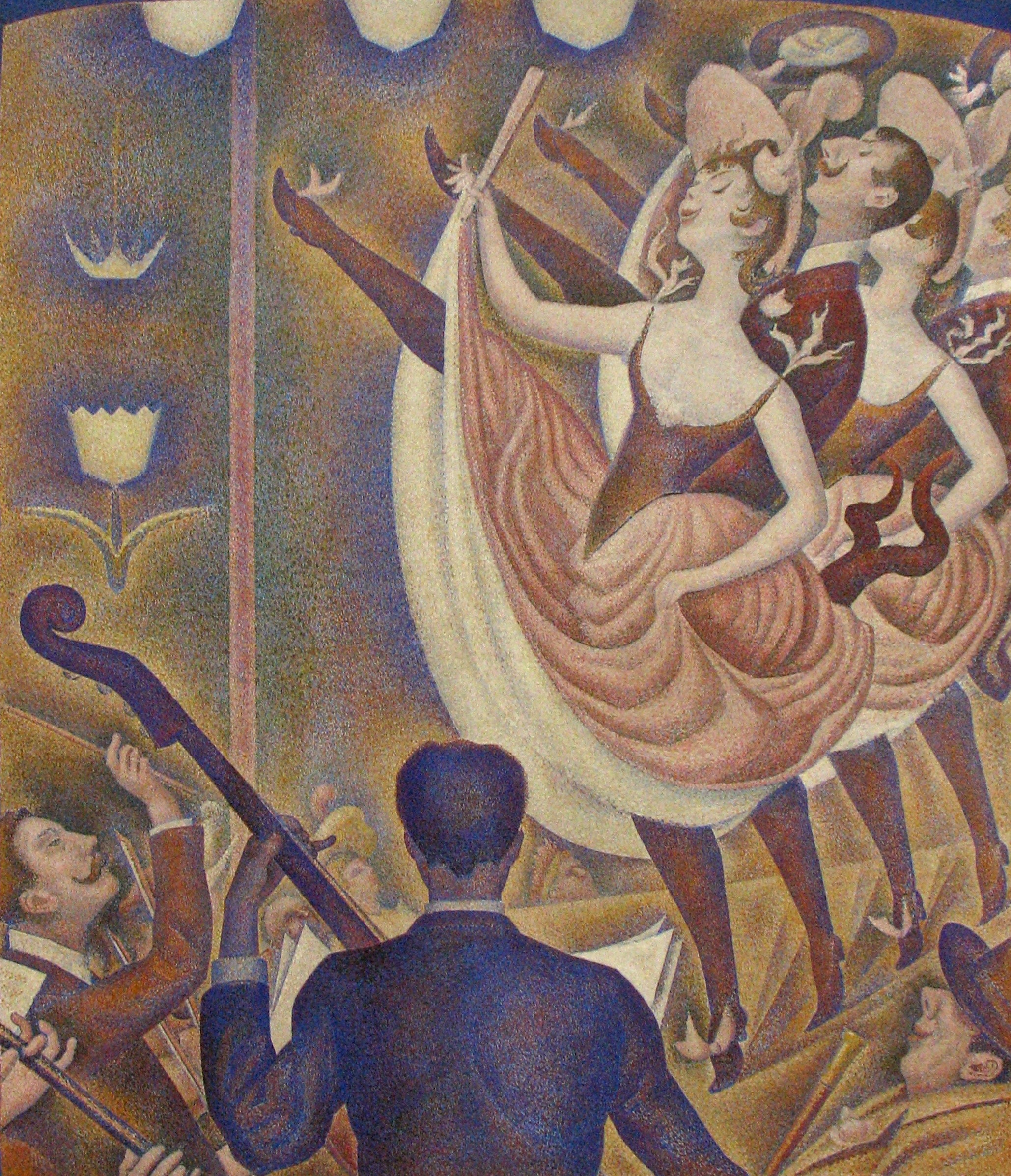
Жорж Сёра: Кан-кан
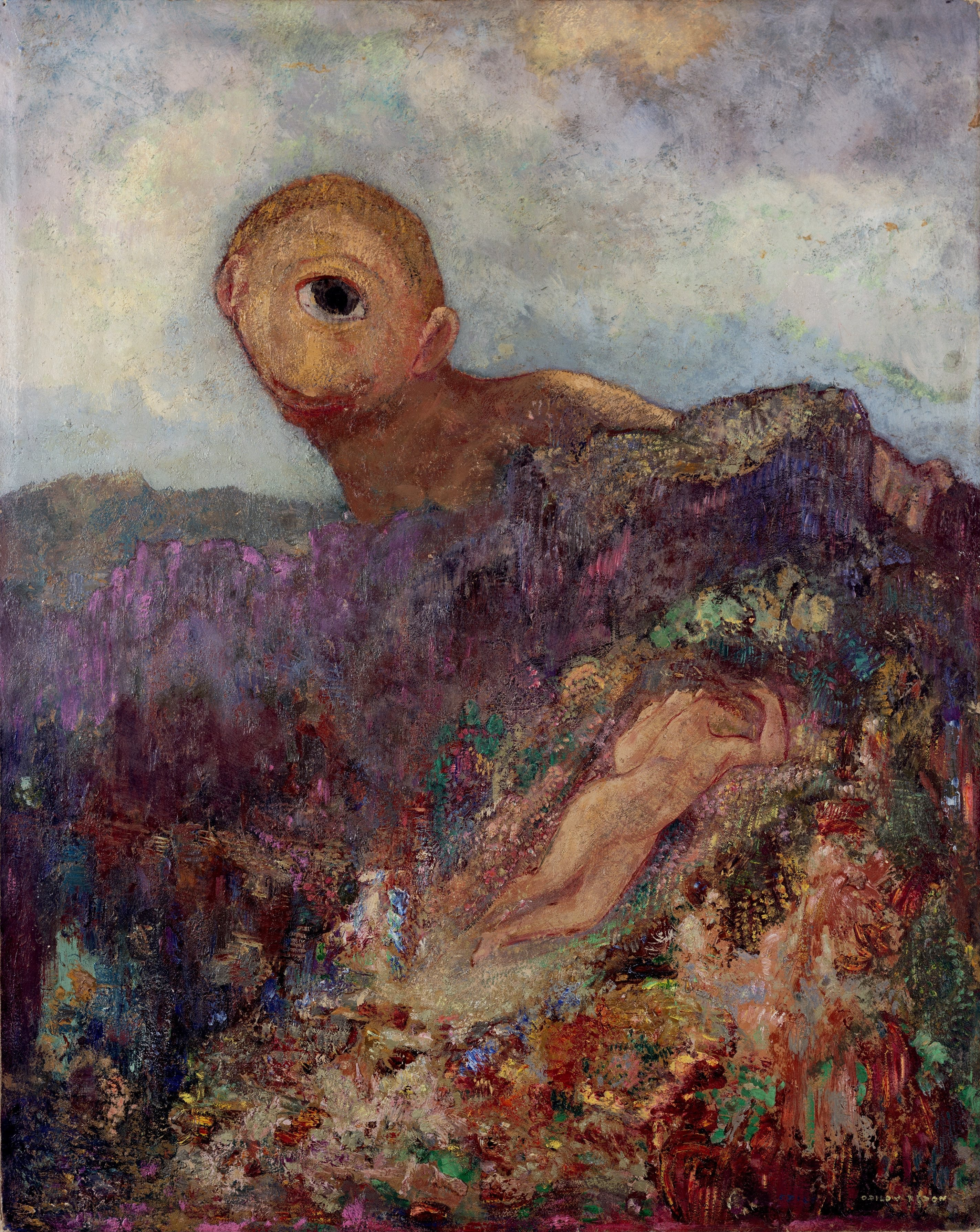
Одилон Редон: Циклоп
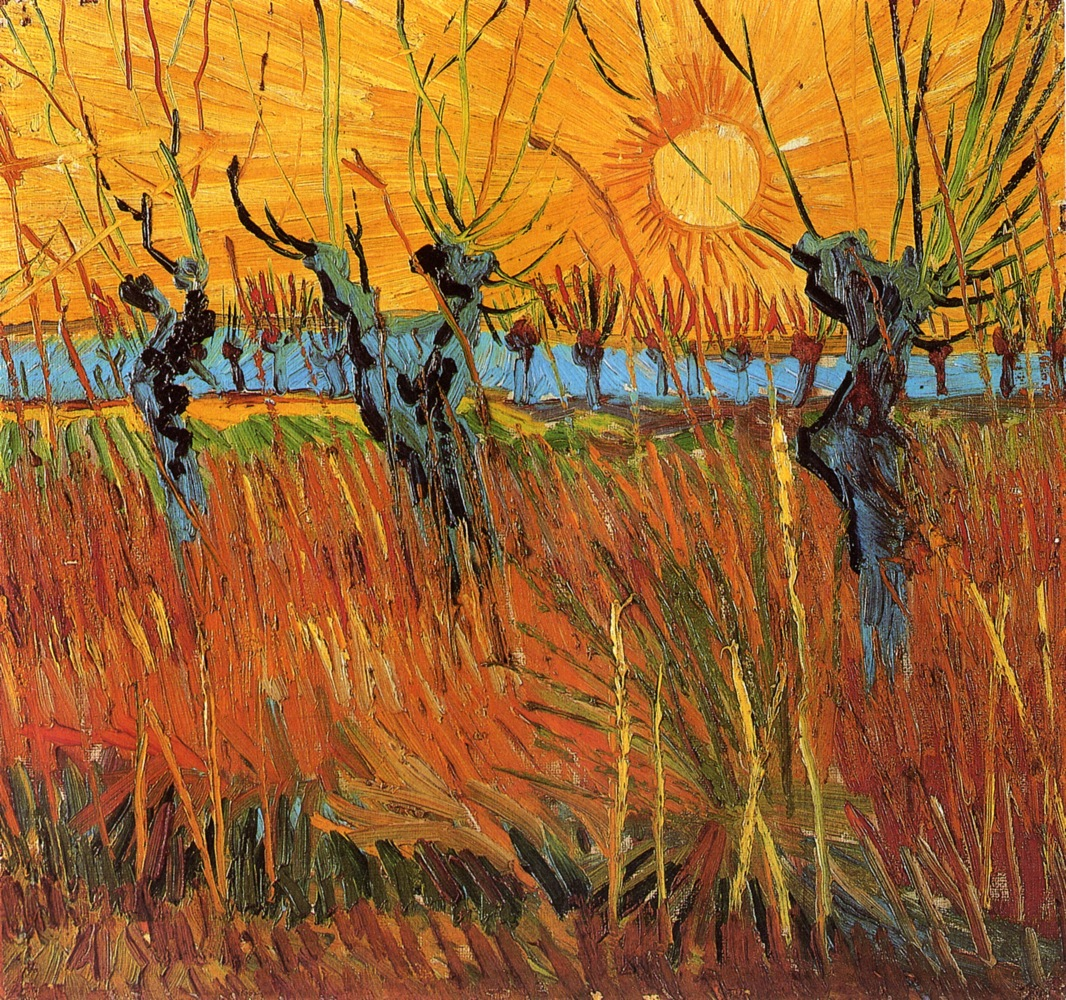
Винсент ван Гог: Постриженные ивы на закате

## Павильон в парке Музея Крёллер-Мюллер (архитектор Альдо Ван Эйк)

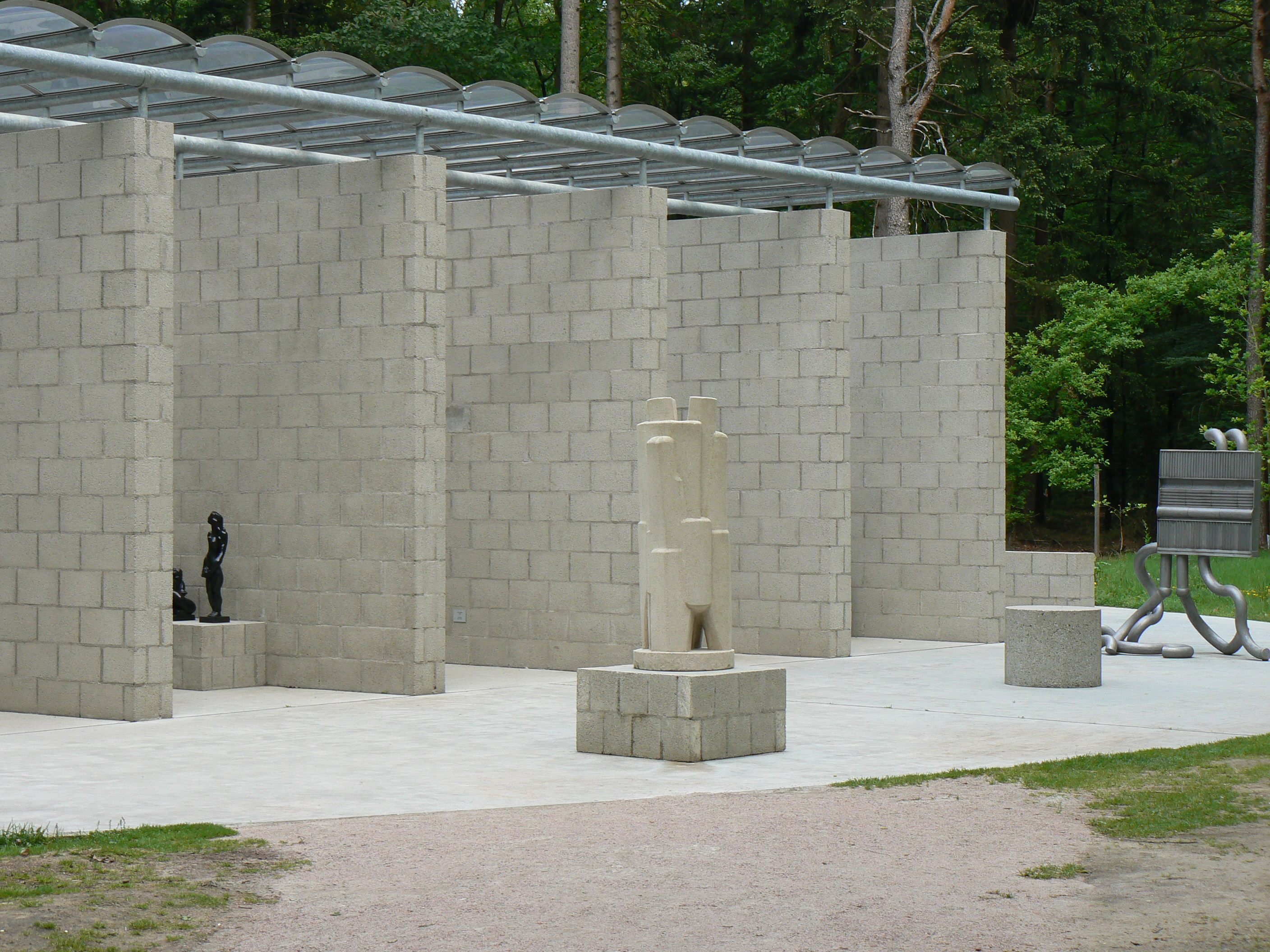
Альдо ван Эйк (нид.), Aldo van Eyck-paviljoen (Павильон Альдо ван Эйка), 1965-1966（реконструирован в Otterlo, 2005-2006)
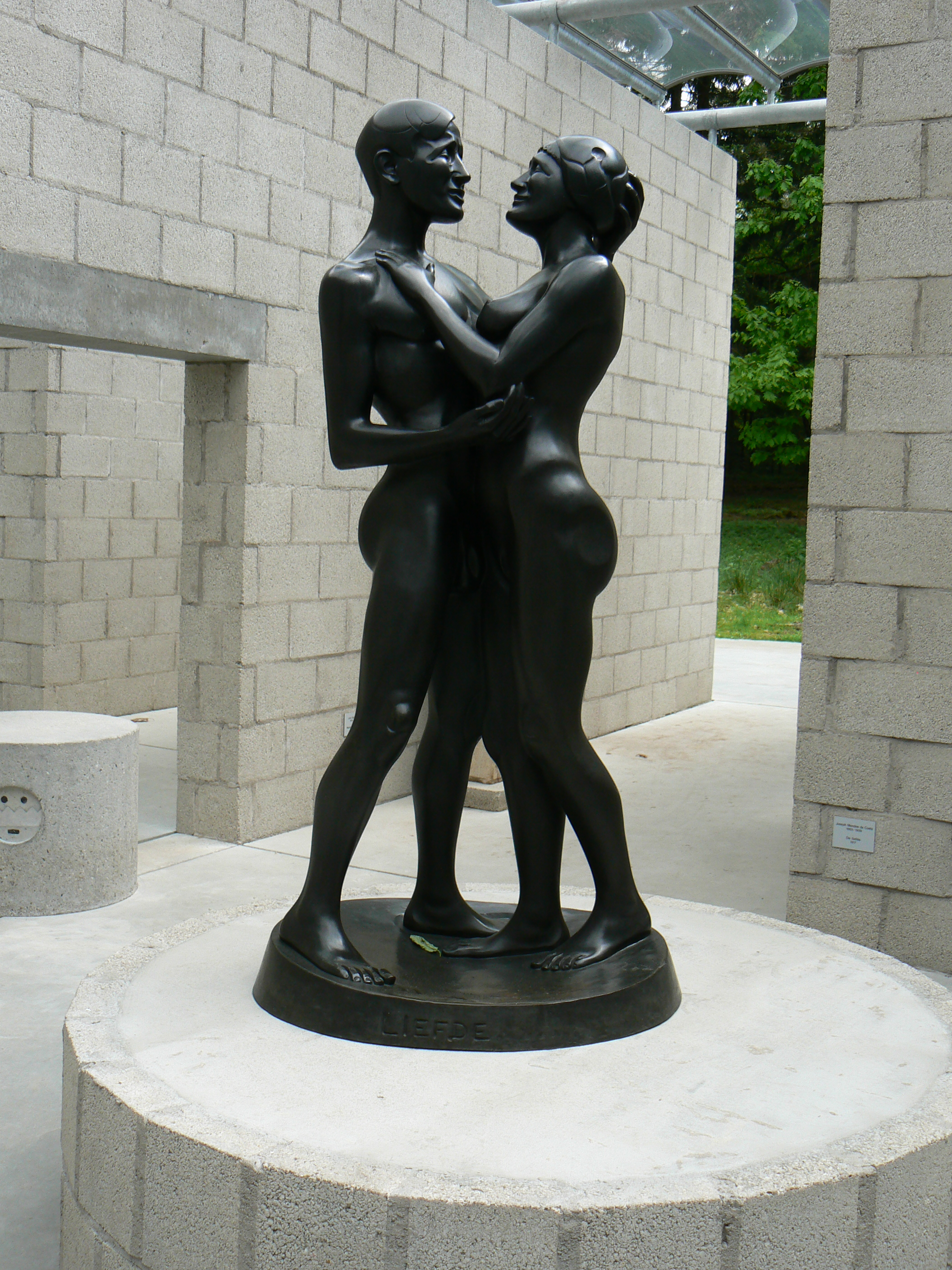
Joseph Mendes da Costa, Liefde, 1917
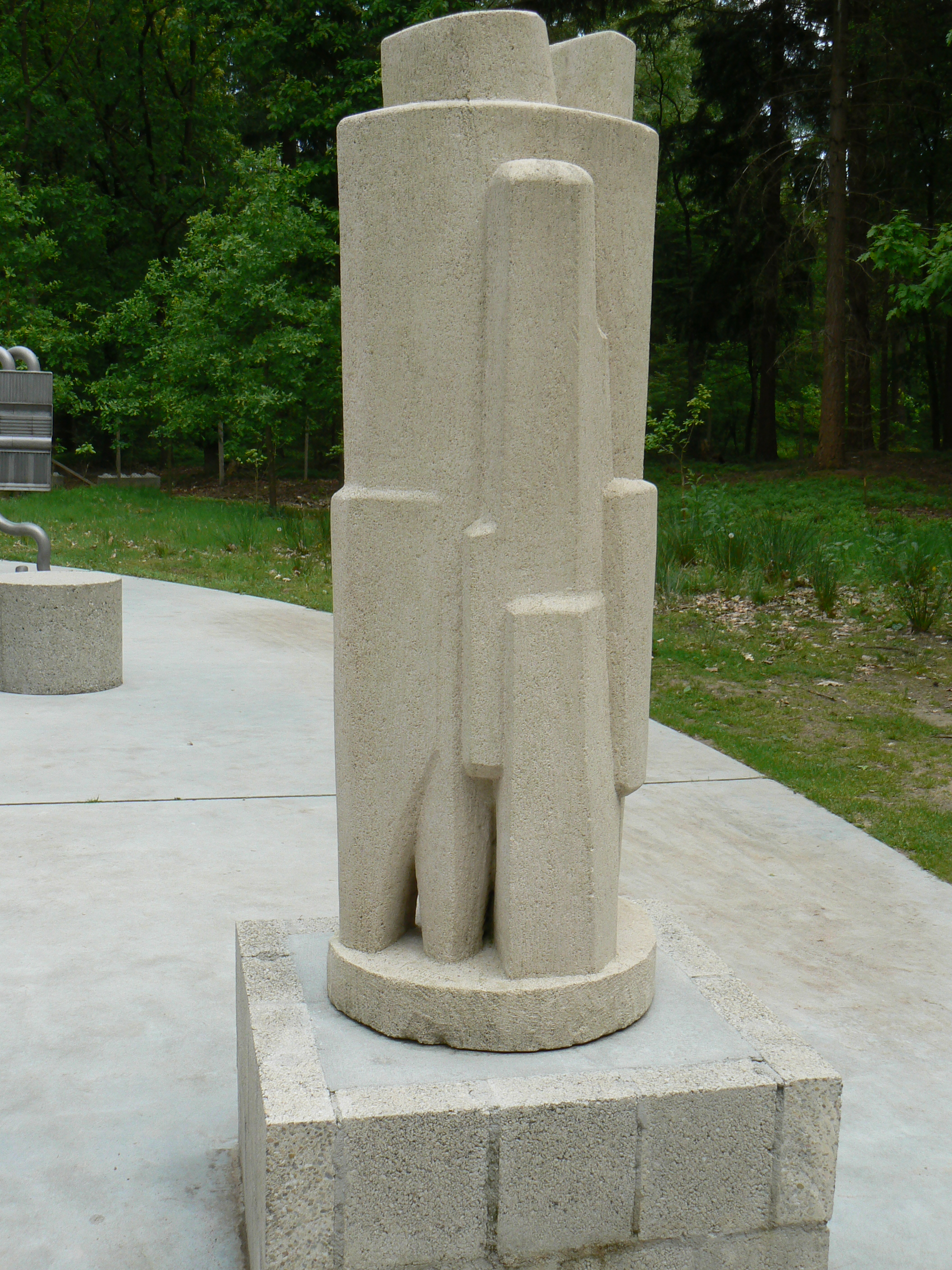
Willy Anthoons, Forme infinie, 1949 resp. 1960
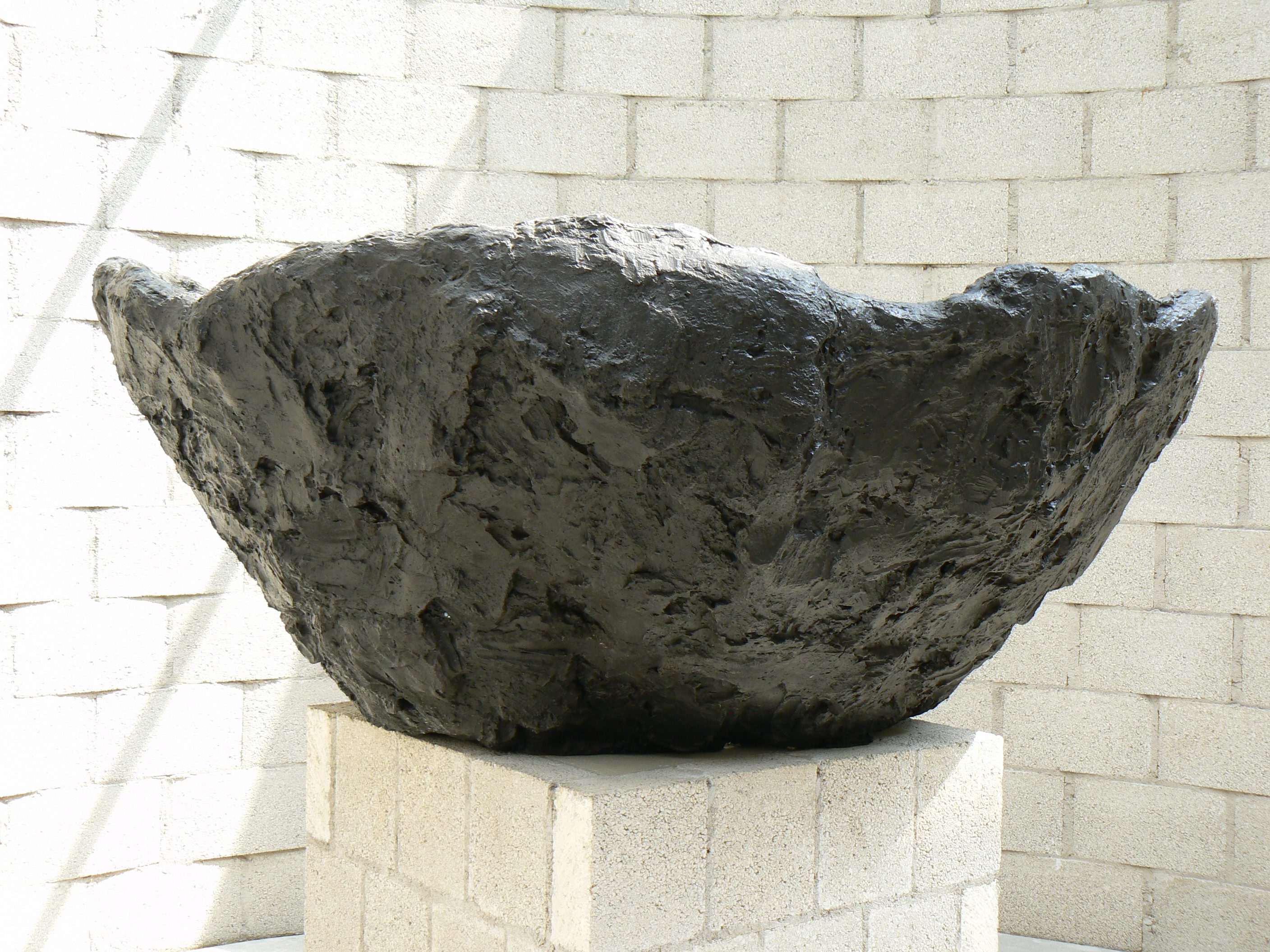
Armando, Zwarte schaal, 1989
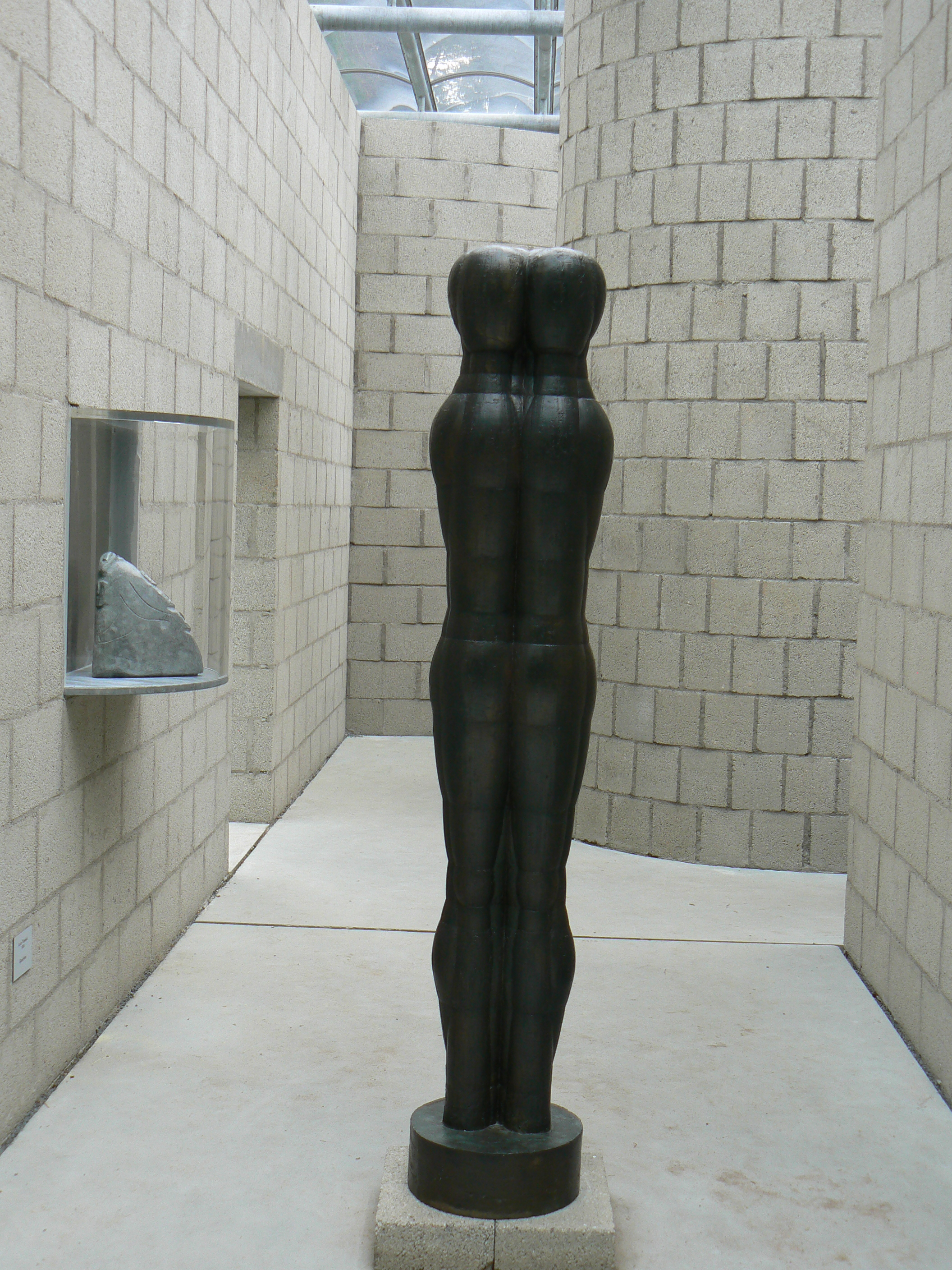
Иоаннис Аврамидис, Grosse Figur, 1958
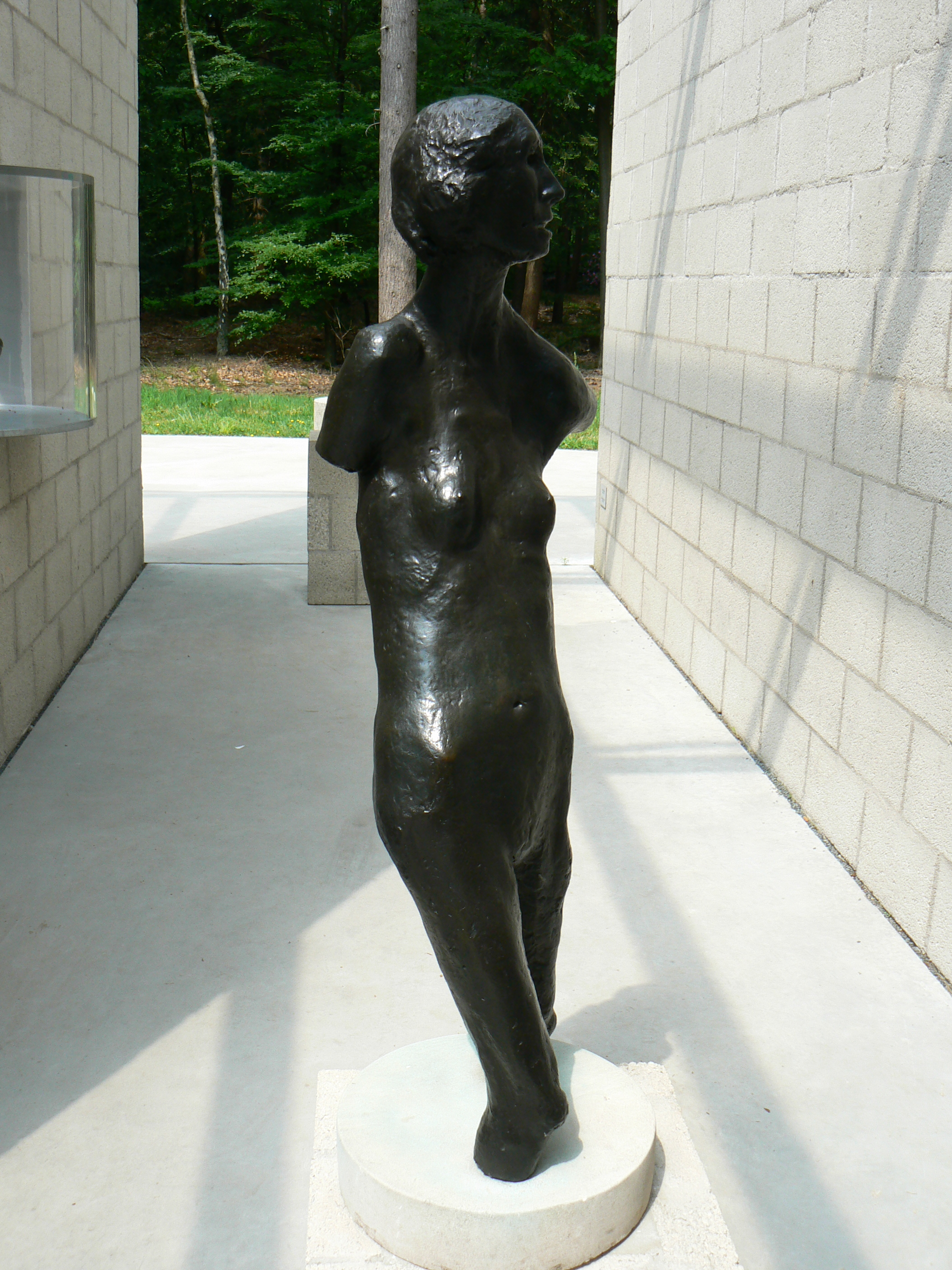
Ralph Brown, Vernal Figure, 1957
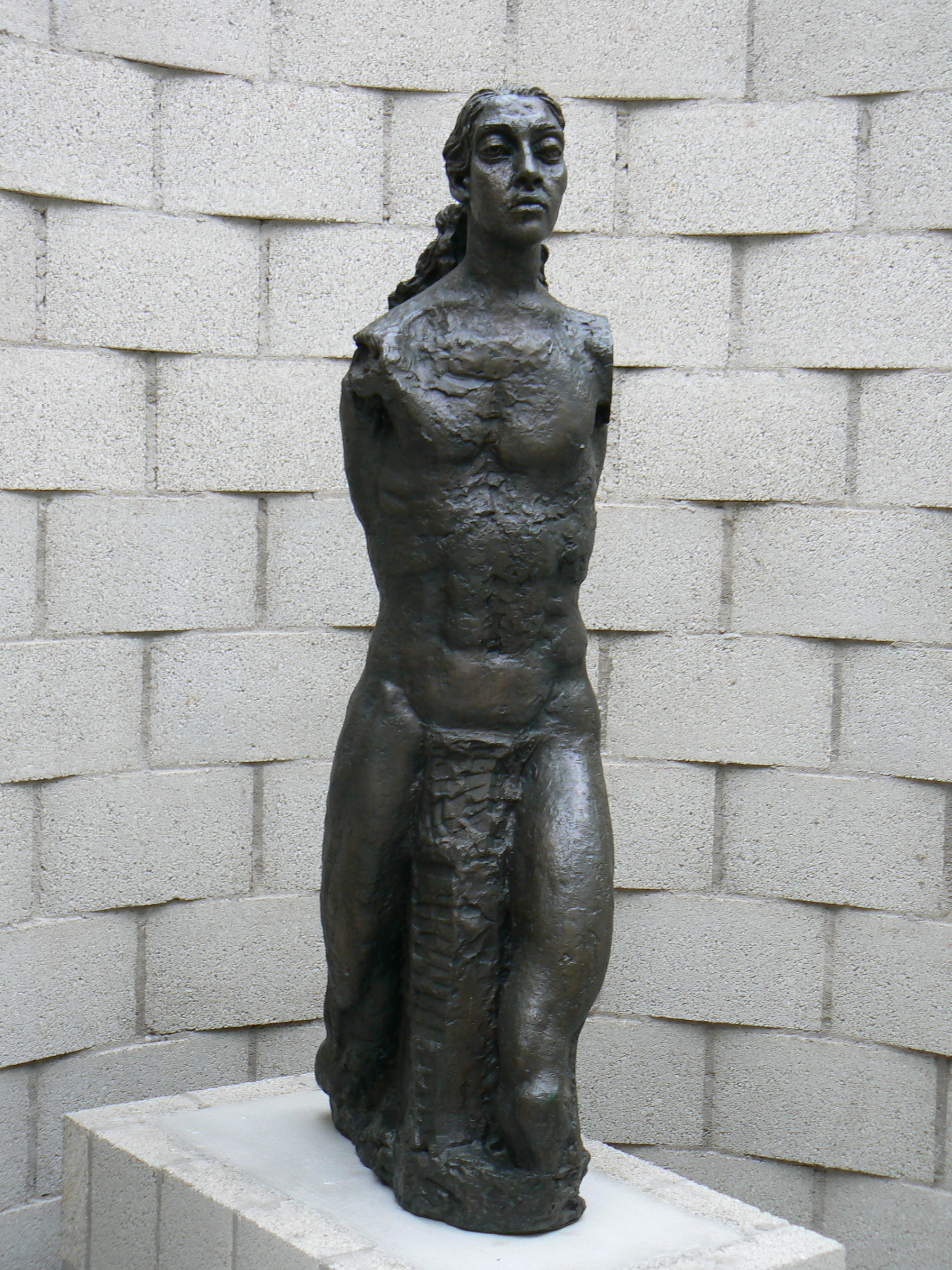
Джейкоб Эпстайн, Angel-torso, 1923-1961
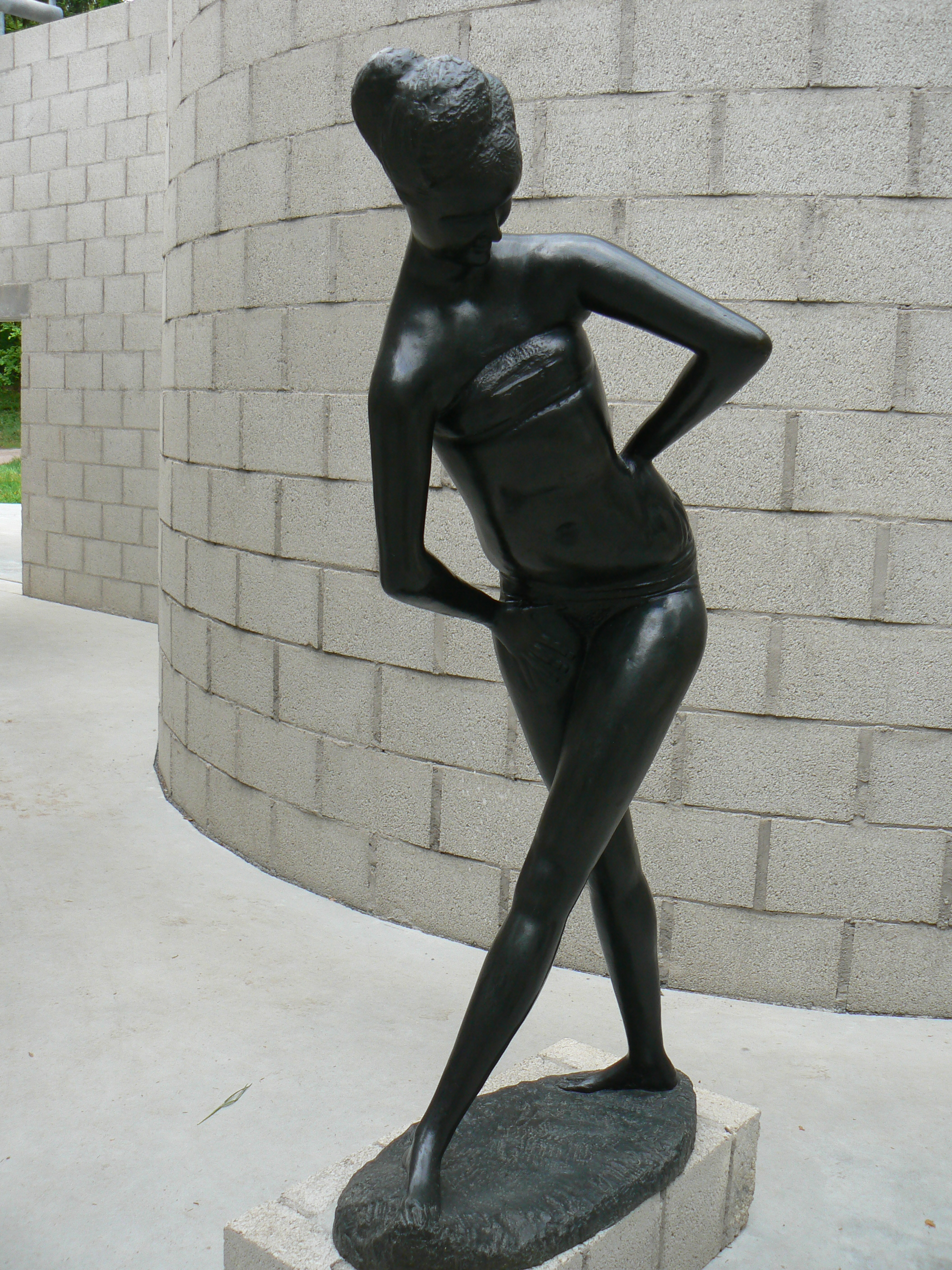
Эмилио Греко, Grande bagnante n. 3, 1957
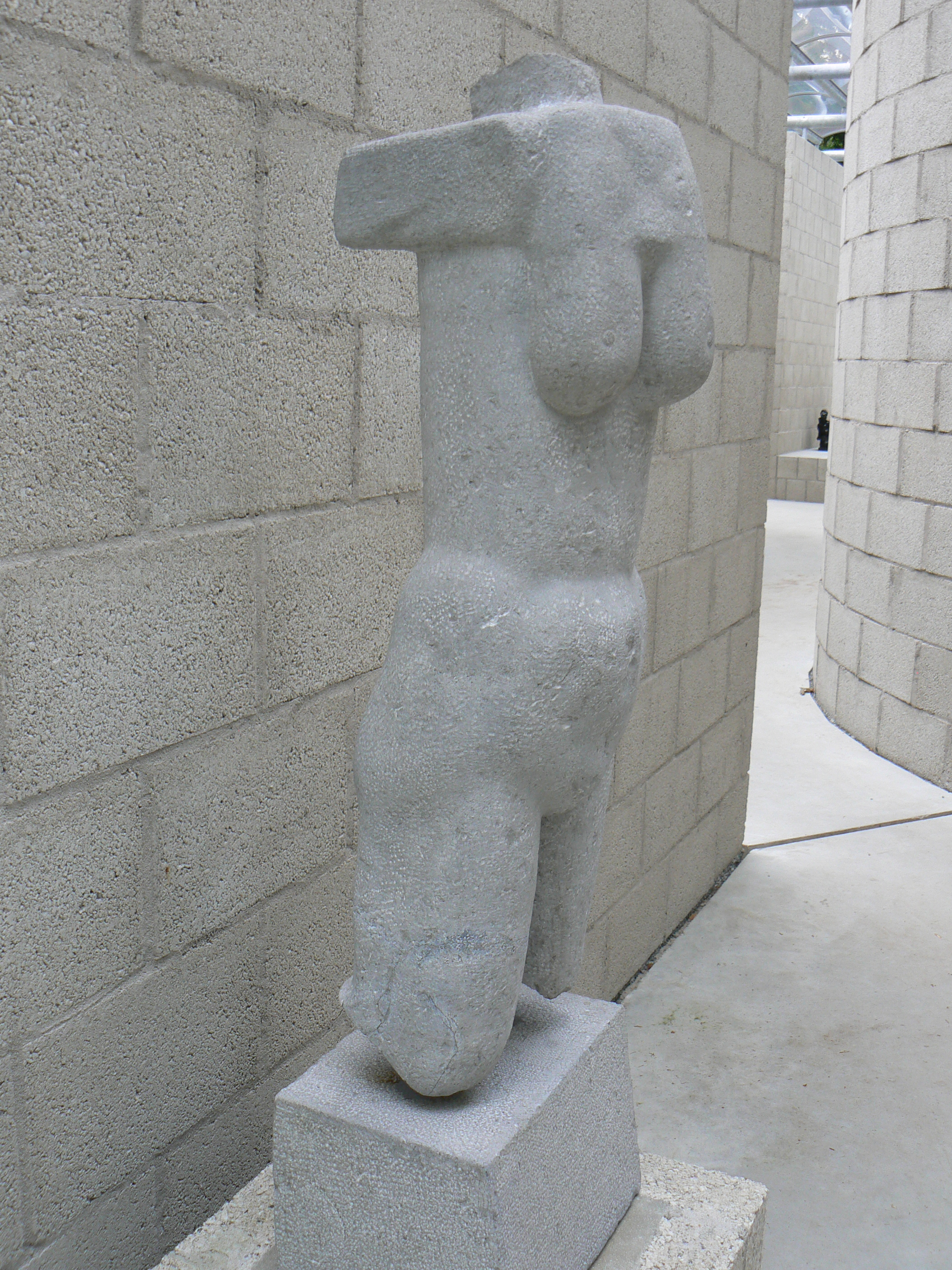
Oscar Jespers, Vooroverhellende torso, 1932
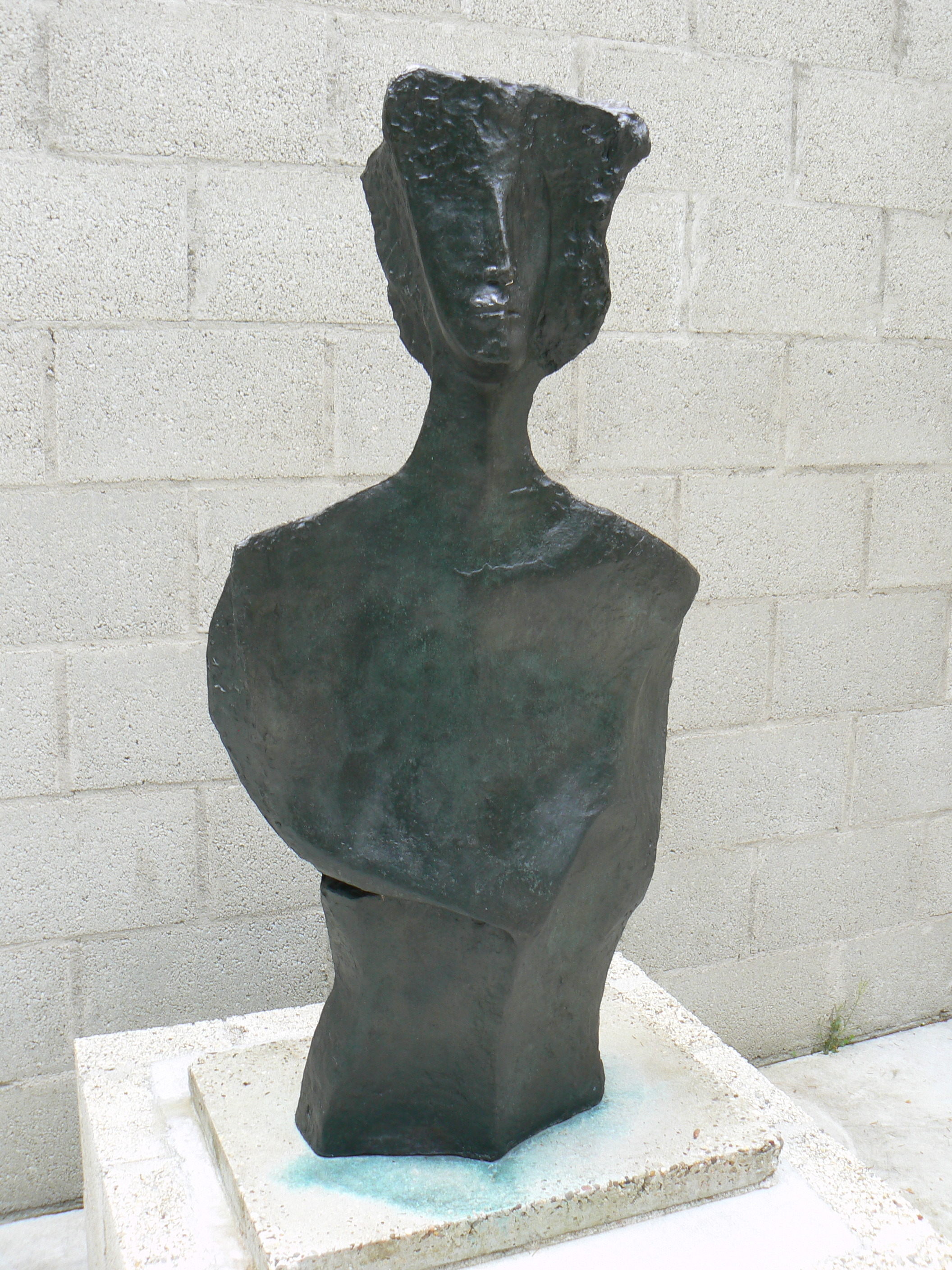
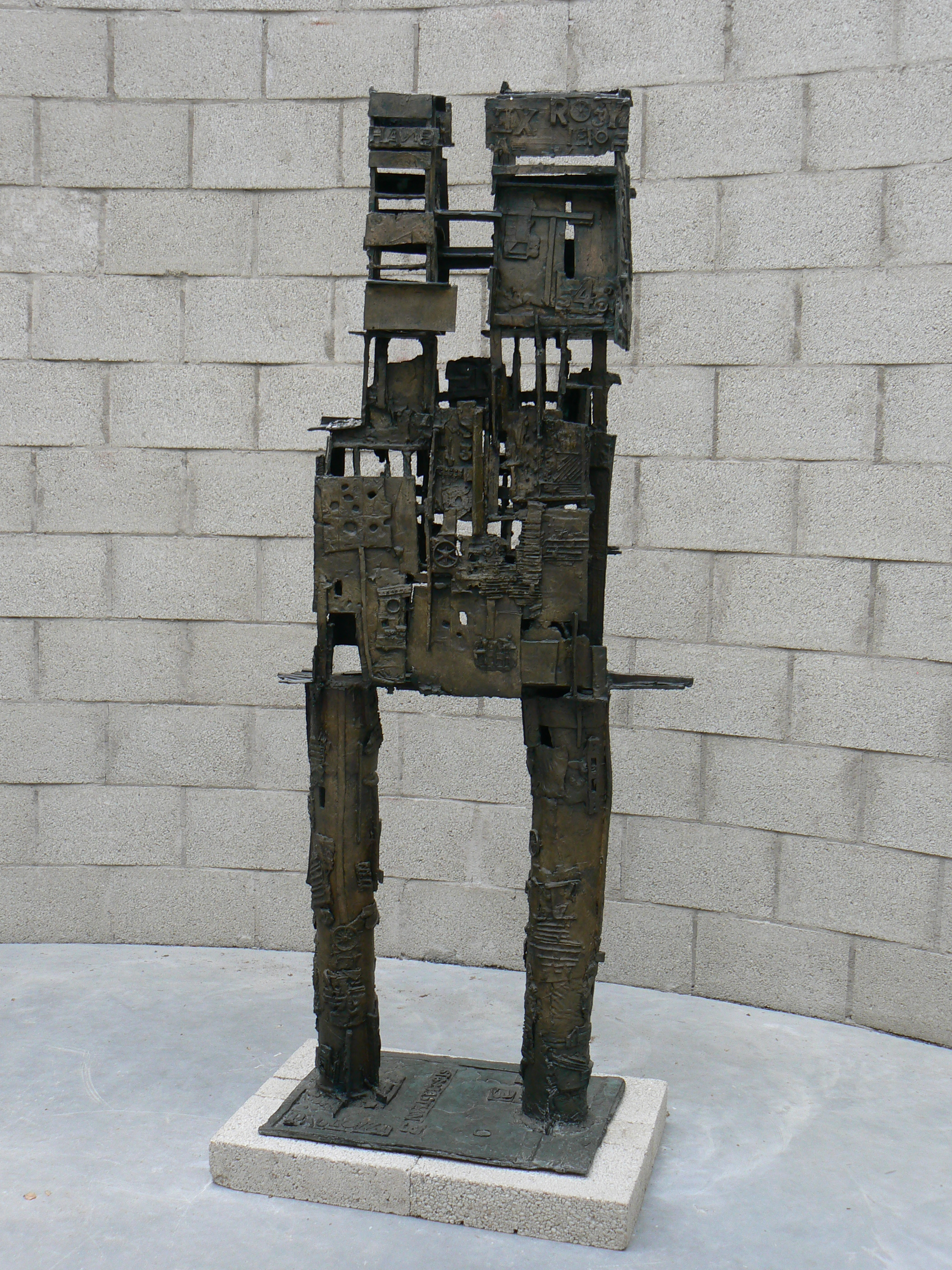
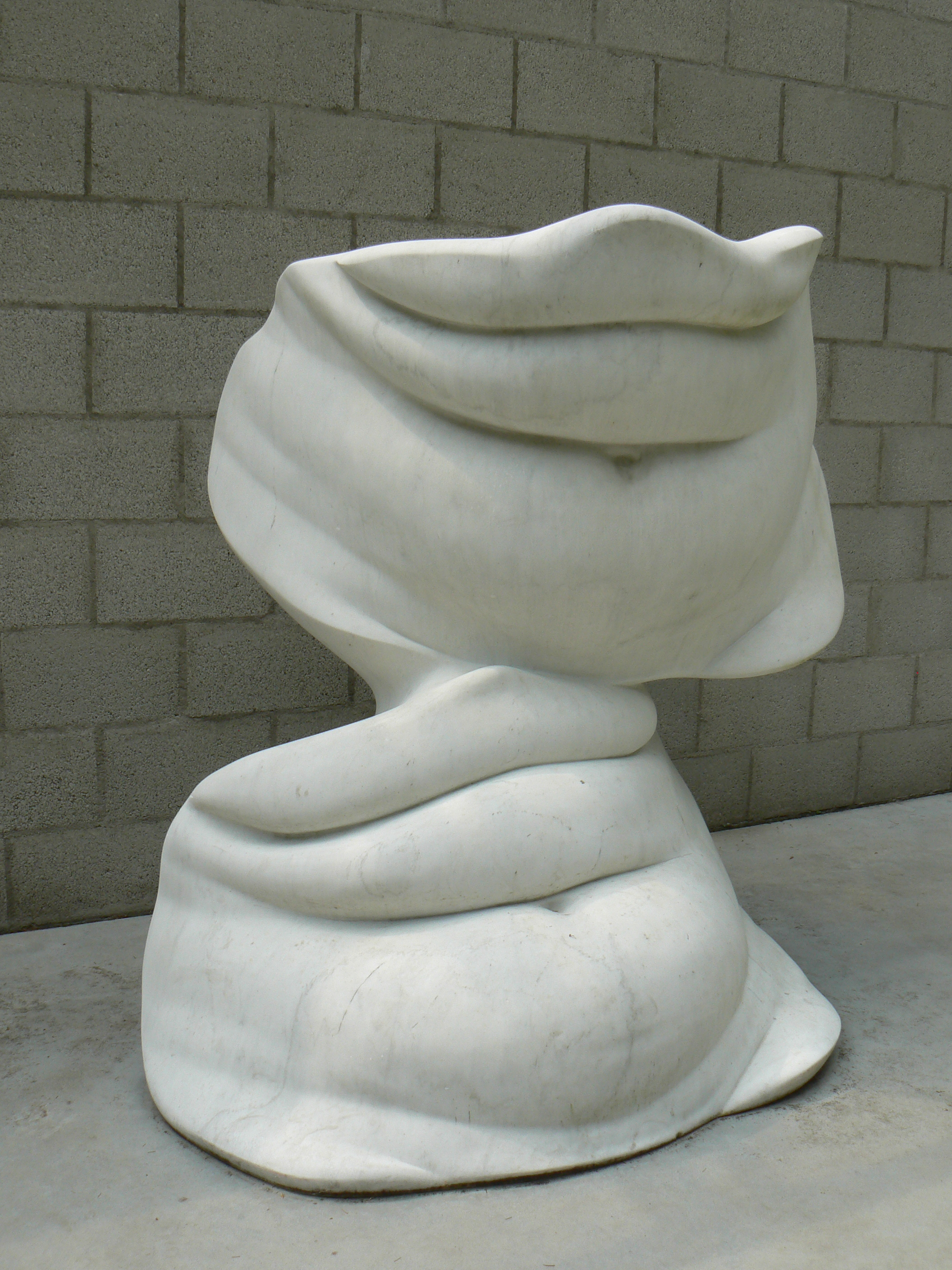
Алина Шапочников
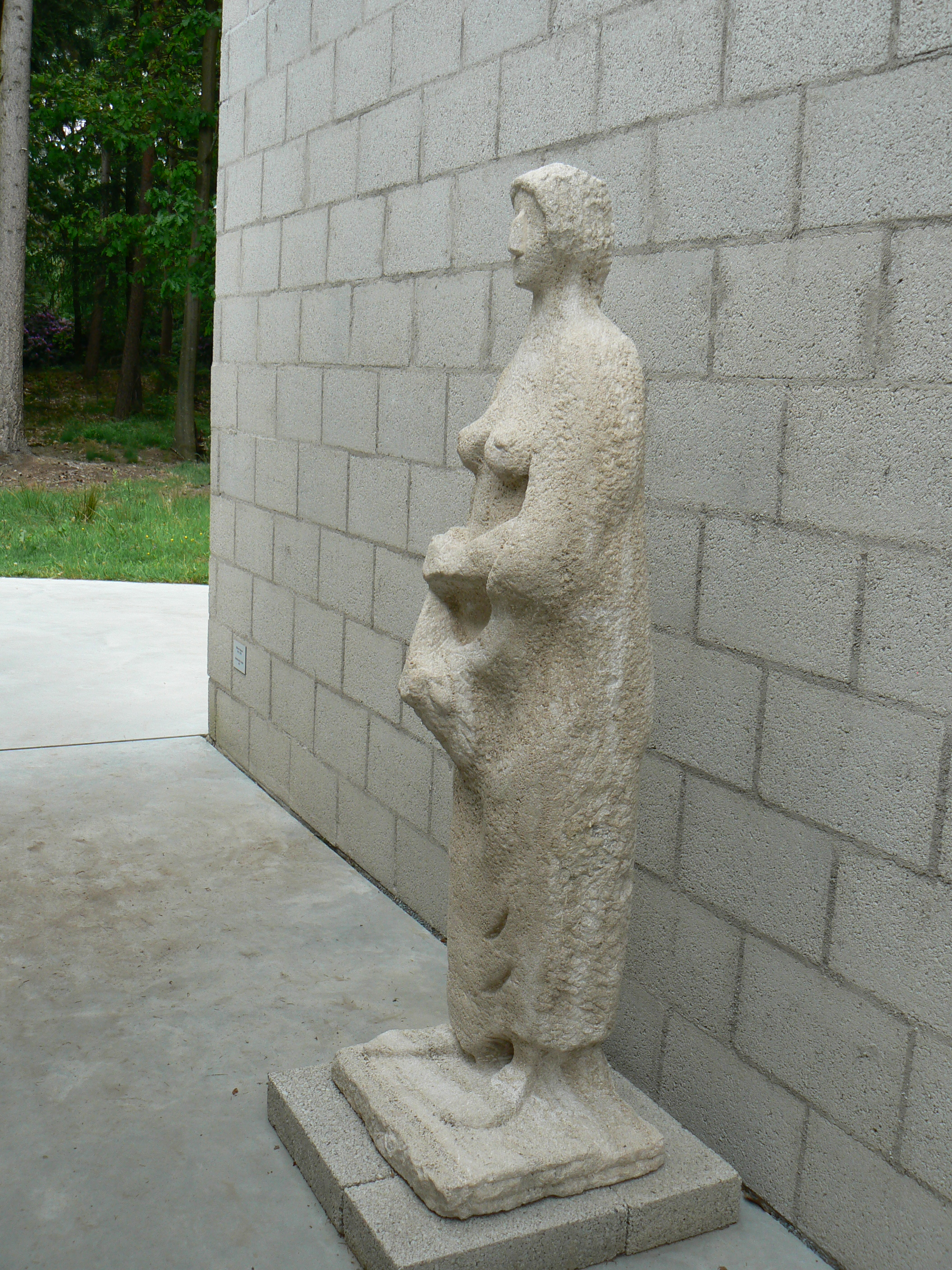
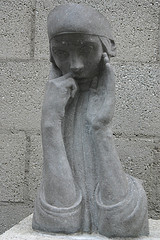
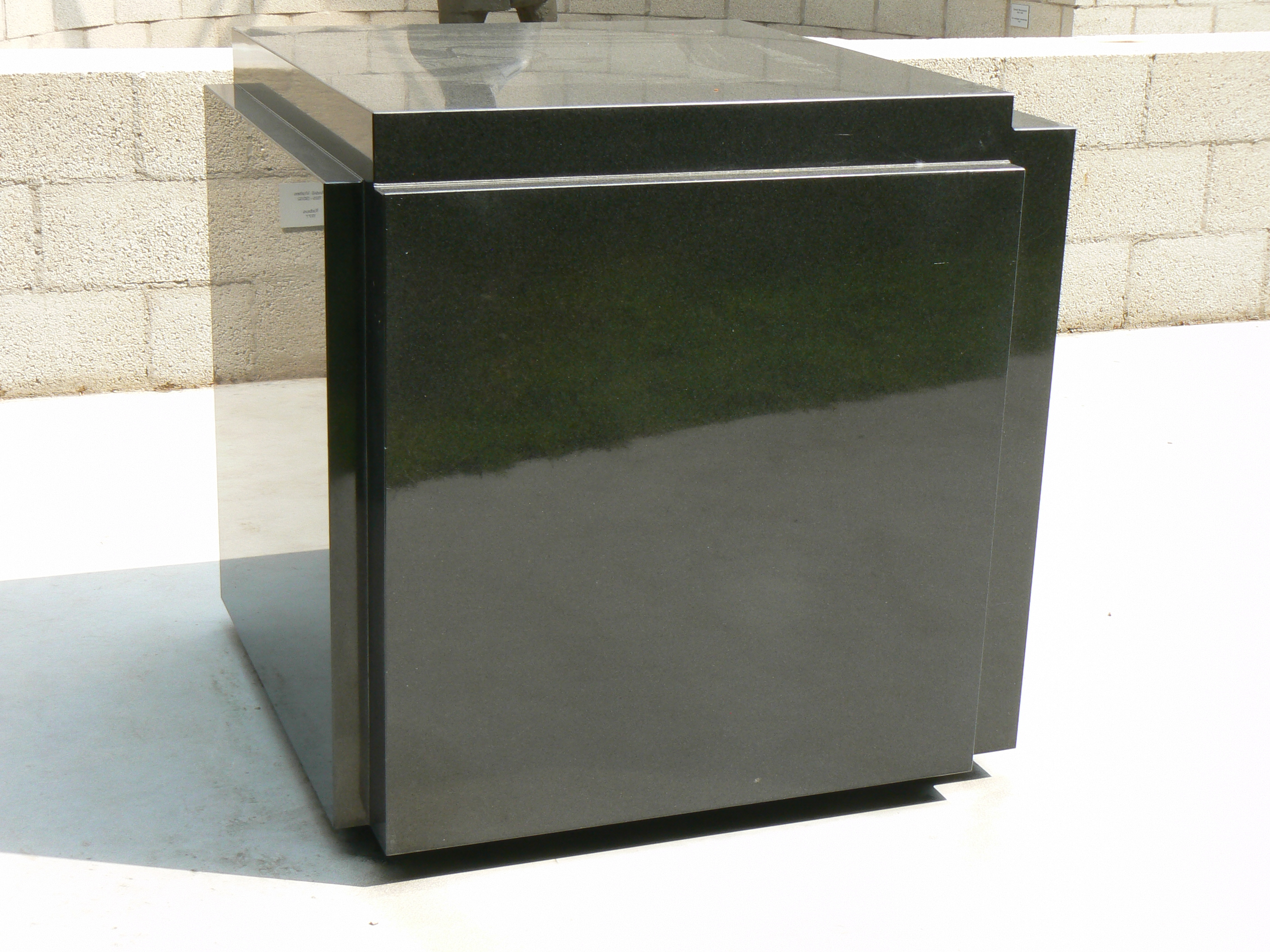
Андре Вольтен (нид.), Кубус
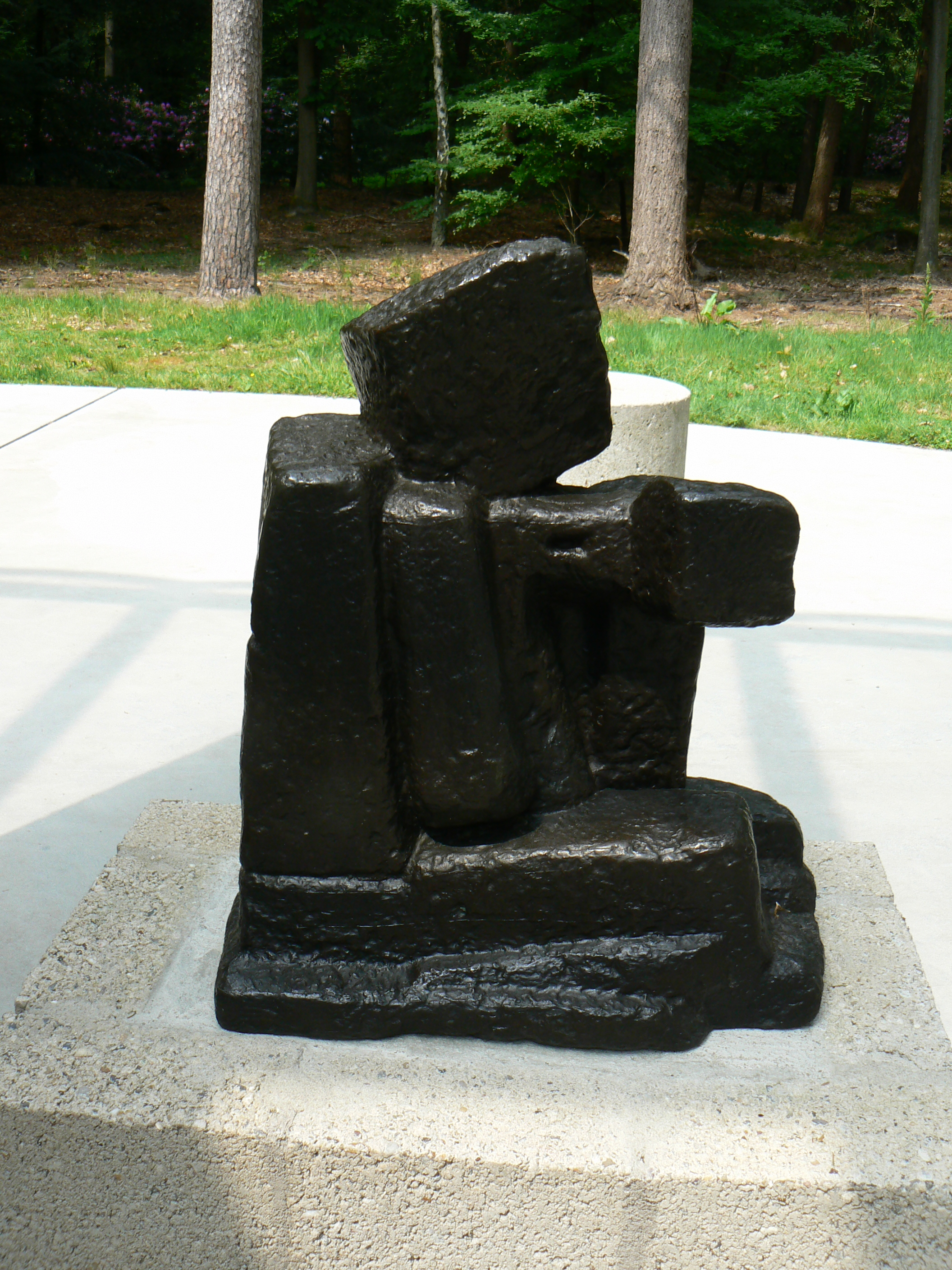